# Henry Armstrong
Henry Jackson Jr. (Columbus, 12 de diciembre de 1912 – Los Ángeles, 22 de octubre de 1988) fue un boxeador profesional estadounidense y campeón mundial, que peleó bajo el nombre de Henry Armstrong. Es reconocido universalmente como uno de los mejores boxeadores de todos los tiempos por muchos críticos de este deporte y por otros púgiles profesionales.
Henry Jr. forma parte de un grupo selecto de púgiles que han ganado campeonatos en tres o más divisiones diferentes (en una época en la que sólo había 8 títulos mundiales reconocidos universalmente), además de tener la distinción de ser el único púgil con tres campeonatos simultáneos, peso pluma, peso ligero y peso wélter en 1938. Armstrong defendió su título de peso wélter en diecinueve ocasiones. 
En 2007, The Ring situó a Armstrong como el segundo mejor luchador de los últimos 80 años. Bert Sugar también lo consideró el segundo mejor púgil de todos los tiempos.
En 2007, The Ring clasificó a Armstrong como el segundo mejor boxeador de los últimos 80 años. El entrenador y comentarista de boxeo Teddy Atlas considera a Armstrong el más grande de todos los tiempos. Fue incluido a título póstumo en el Salón Internacional de la Fama del Boxeo en la clase inaugural de 1990. En 2019, la Organización Internacional de Investigación del Boxeo (IBRO) lo clasificó como el segundo mejor boxeador de todos los tiempos, libra por libra, así como el segundo mejor peso pluma, el tercer mejor peso wélter y el quinto mejor peso ligero de todos los tiempos. 

## Primeros años
Armstrong nació el 12 de diciembre de 1912 en Columbus, Misisipi, y a temprana edad se mudó con su familia a San Luis, Misuri, donde aflorarían sus dotes boxísticas. Era hijo de Henry Jackson Sr., de ascendencia africana, irlandesa y amerindia, operario de una finca, y de America Jackson, iroquesa. Armstrong se graduó en Vashon High School y su nombre aparece en el Paseo de la Fama de San Luis. Armstrong era conocido por sus apodos de Hurricane Henry y Homicide' Hank.

## Carrera profesional

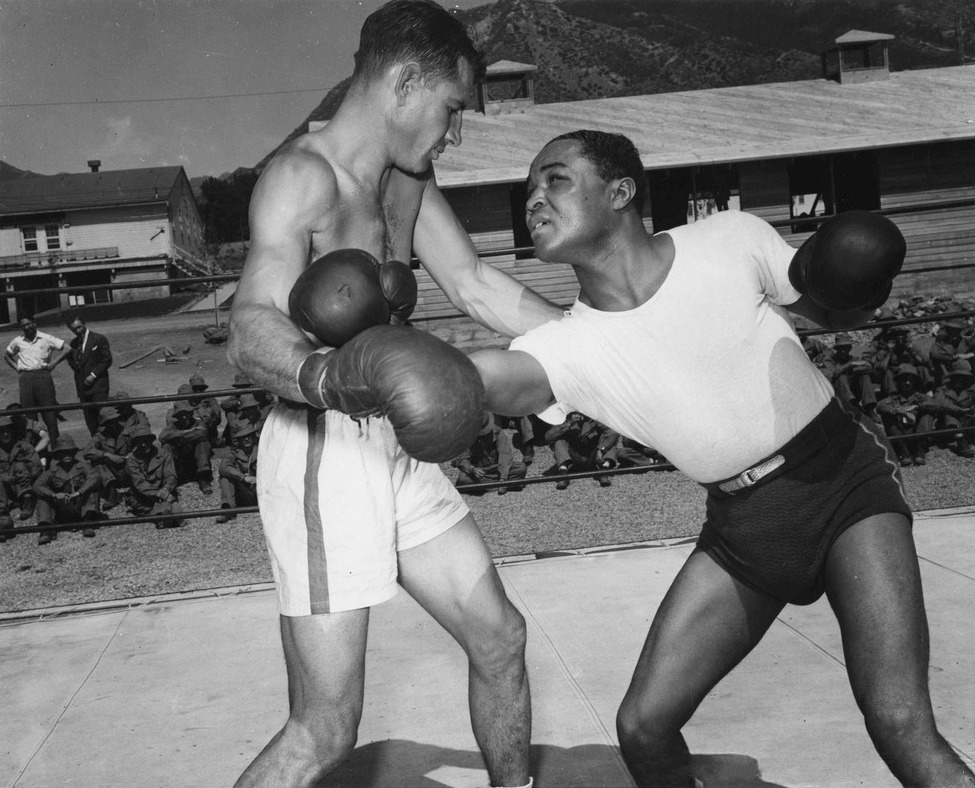
Armstrong (derecha) enseñando algunas técnicas de boxeo a un oficial de la Armada de EE.UU en una exhibición en 1943.

Armstrong debutó como profesional el 28 de julio de 1931, pelea en la que perdió por nocaut en el tercer asalto frente a Al Iovino. Del mismo modo que Alexis Argüello, Bernard Hopkins y Wilfredo Vázquez, Armstrong es uno de los tantos campeones del mundo que iniciaron su carrera con una derrota en su palmarés. 
Su primera victoria llegó pocos meses después frente a Sammy Burns, por decisión de los jueces en el sexto asalto. Armstrong decide establecerse en Los Ángeles en 1932, donde comenzó perdiendo dos combates consecutivos a cuatro asaltos por decisión arbitral, contra Eddie Trujillo y Al Greenfield. No obstante, a partir de ese momento se hizo con once victorias consecutivas, una buena racha que mantuvo hasta 1933, cuando vuelve a perder, esta vez frente a Baby Manuel. Tras esta nueva derrota, Armstrong se mantuvo invicto durante 22 combates, consiguiendo, por ello, el récord de 17-0-5. 
No mucho tiempo después decide trasladarse a Ciudad de México, donde le aguardaba su primer rival, Baby Arizmendi. En esta ocasión, Armstrong experimenta una nueva derrota. Tras cuatro combates en México, con un palmarés de 2-2, Armstrong decide emprender su viaje de regreso a California, donde obtiene un palmarés de 8-1-1. 
En 1936, Armstrong dividió su tiempo entre Los Ángeles, Ciudad de México y San Luis. Algunos oponentes notables de ese año incluyen Ritchie Fontaine, Baby Arizmendi, el ex campeón del mundo Juan Zurita, y Mike Belloise. Al principio de su carrera, luchó algunas peleas bajo el nombre de anillo Melody Jackson.
Entre 1936 y 1938, Armstrong sigue combatiendo en Los Ángeles, Ciudad de México y San Luis. En 1937 disputó 22 combates, todos ellos con victoria, 21 por nocaut. En 1938 gana otros siete combates, todos por nocaut, incluyendo uno frente al futuro campeón mundial Chalky Wright. Armstrong combatió contra el hermano de Fritzie Zivic, Eddie Zivic, resultando en otra victoria por nocaut para Armstrong.
Sólo en 1937, Armstrong fue 27-0 (26KO). Aldo Spoldi fue el único rival que le ganó los 10 asaltos. Noqueó a Baby Casanova en tres asaltos, a Belloise en cuatro, a Joe Rivers en tres, al ex campeón mundial Frankie Klick en cuatro, y al ex campeón mundial Benny Bass en cuatro. Armstrong tuvo su primera pelea por el título mundial, por el título en la categoría de peso 126 libras contra el campeón mundial peso pluma Petey Sarron en el Madison Square Garden. Armstrong noqueó a Sarron en seis asaltos, convirtiéndose en el campeón del mundo del peso pluma.<>
Los dos apodos de Armstrong eran Huracán Henry y Homicida Hank.
En 1938, Armstrong comenzó su temporada con otros siete nocauts consecutivos, incluido uno sobre Chalky Wright, futuro campeón del mundo. La racha terminó finalmente cuando Arizmendi duró diez asaltos antes de perder por decisión ante Armstrong en su cuarto combate. La racha de 27 victorias seguidas por nocaut de Armstrong se califica como una de las más largas de la historia del boxeo, según la revista The Ring.
Entre 1939 y 1940 defendió su título de peso wélter, venciendo, entre otros, al futuro campeón de peso medio Ceferino García, Al Manfredo y Bobby Pacho. Luego, no consiguió revalidar su título de peso ligero en una revancha contra Ambers, perdiendo por decisión de los jueces tras el decimoquinto asalto. 
Tras la derrota, volvió a la categoría de peso wélter y revalidó su título en cinco ocasiones, hasta que Fritzie Zivic se hizo con el cinturón por decisión arbitral tras un combate a 15 asaltos. Con esta nueva derrota, el reinado de Armstrong como campeón del mundo de peso wélter llegó a su fin, dejando al púgil de Misisipi con un palmarés de 18 combates ganados, lo que lo convierte en el boxeador con más defensas mundiales en la historia en su categoría. En 1941 tuvo su revancha frente a Zivic, que perdió tras el duodécimo asalto. 
En 1942 obtuvo un palmarés de 13-1, con victorias importantes sobre campeones mundiales como Zivic, Jenkins y Juan Zurita. El año 1943 acaba con un récord de 10-3, con victorias sobre los campeones mundiales Tippy Larkin y Sammy Angott, y tres derrotas, dos de ellas frente a campeones del mundo como Beau Jack y Sugar Ray Robinson, en combates a diez asaltos. 
En 1944 disputó diecisiete combates, 14-2-1, con una victoria frente a Belloise. Un año más tarde, en 1945, tomó la decisión de retirarse del boxeo tras conseguir una victoria, sufrir otra derrota y empatar una pelea. Si bien participó en ceremonias y veladas de boxeo tras su retirada, Armstrong mantuvo un perfil bajo durante el resto de su vida. Se dedicó a la religión y fue ordenado pastor, enseñando a boxear a futuras promesas del deporte. 
Armstrong culminó su carrera profesional con un palmarés de 150 victorias, 21 derrotas y 10 empates, además de 101 victorias por nocaut. Durante los primeros años de su carrera pugilística, peleó con el nombre de Melody Jackson. 
Armstrong se convirtió en miembro del selecto Salón Internacional de la Fama del Boxeo.

## Defensas del peso wélter
Armstrong dedicó los dos años siguientes a defender la corona del peso welter, venciendo, entre otros, a Ceferino García, futuro Peso Medio Mundial. y a Bobby Pacho.
Armstrong defendió su cinturón de peso ligero en una revancha con Ambers, que perdió por decisión en 15 asaltos. Después de eso, se concentró de nuevo en defender el título mundial del peso wélter. Lo defendió en ocho combates consecutivos, el último de los cuales fue una victoria por nocaut en nueve asaltos sobre Pedro Montañez de Puerto Rico.
Armstrong trató de convertirse en el primer boxeador en ganar títulos mundiales en cuatro categorías diferentes en una revancha con García, ya Campeón del Mundo de Peso Medio, pero la pelea terminó en empate a diez asaltos. El intento de Armstrong de ganar un título mundial en una cuarta división se vio frustrado. Según el historiador de boxeo Bert Sugar, muchos comentaristas de la época dijeron que Armstrong merecía la decisión en este combate.
.

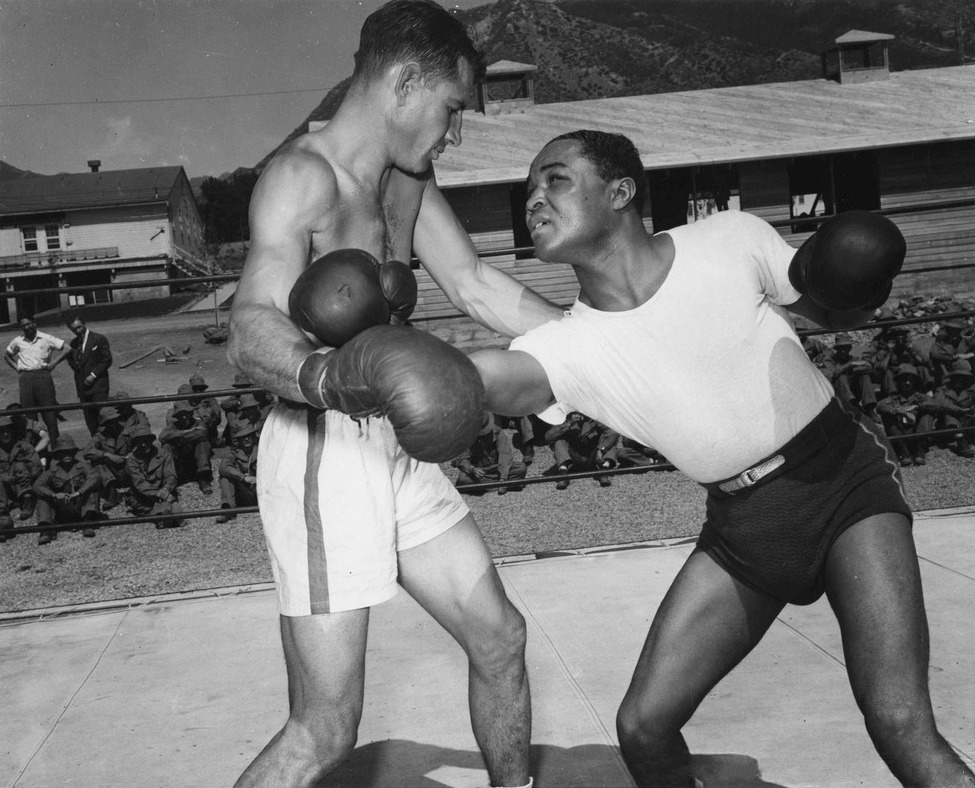
Armstrong (derecha) demostrando algunas técnicas de boxeo a un miembro del ejército estadounidense durante una gira de exhibición en 1943

Volviendo a la división de peso welter, Armstrong defendió con éxito el título cinco veces más, hasta que Fritzie Zivic le venció para hacerse con el título mundial en una decisión a 15 asaltos. Esto puso fin al reinado de Armstrong como campeón del peso welter. Las dieciocho defensas exitosas del título de Armstrong fueron la mayor cantidad en la historia en la división de peso Welter.
En 1945, Armstrong se retiró del boxeo. Su récord oficial fue de 152 victorias, 21 derrotas y 9 empates, con 101 victorias por KO.

## Últimos años
Después de retirarse del boxeo en 1946, Armstrong abrió brevemente un club nocturno en Harlem, el Melody Room (que lleva el nombre de su primer apodo). Regresó para instalarse nuevamente en St. Louis, Missouri donde, aparte de las ceremonias y galas a las que asistió después, llevó un tranquilo retiro.
Se hizo un nacido de nuevo al cristianismo. Armstrong se afilió a la iglesia bautista y fue ordenado pastor. 
También enseñó a boxear a jóvenes luchadores. En febrero de 1966, el reverendo Armstrong apareció en el programa de televisión I've Got a Secret con su triple campeonato simultáneo como secreto.
Falleció el 22 de octubre de 1988, a la edad de 75 años, en Los Ángeles, California. Sus restos fueron enterrados en el Cementerio de Rosedale de Los Ángeles.

## Distinciones
- Henry Armstrong fue elegido boxeador del año en 1937 por la revista Ring.
- Henry Armstrong fue clasificado en 2002 por la revista Ring como el segundo boxeador entre los 80 mejores boxeadores de los últimos 80 años.
- Ha sido miembro del Salón de la Fama del Boxeo Internacional desde su creación en 1990.